# Nick Frascella
Nicholas Anthony Frascella, detto Nick (Trenton, 6 luglio 1914 – Tallmadge, 9 aprile 2000), è stato un cestista statunitense, professionista nella NBL.

## Carriera
Giocò per tre stagioni nella NBL, disputando complessivamente 32 partite con 2,1 punti di media.